# Гусева, Тамара Петровна
Тамара Петровна Гусева — советская и российская художница. Заслуженный художник РСФСР (1983 год).

## Биография
Родилась 1 марта 1918 года в Петрограде.
В детстве вместе с семьёй переехала в Нижний Новгород. Первоначальное художественное образование получила в кружке при Горьковском художественном музее (первая половина 1930-х). Училась в Горьковском художественном училище (1935—1940) у А. В. Самсонова. Во время Великой Отечественной войны исполняла обязанности директора Горьковского художественного музея; участвовала в сохранении части музейной коллекции, оставшейся в Музее.
Продолжила образование в Москве во ВГИКе (1945—1951) на художественном факультете у Ю. И. Пименова, Ф. С. Богородского, Г. М. Шегаля. В 1951 выполнила дипломную работу — оформление мультфильма «Синюшкин колодец» по сказу П. П. Бажова. Жила в Москве, с 1983 летние месяцы проводила в Городце, на родине мужа — художника Е. А. Расторгуева. Вместе с мужем неоднократно путешествовала по Русскому Северу, Крыму, Уралу, Средней Азии. Совершила поездки по Албании, Франции, Японии, Германии, Голландии, Италии, США.
После окончания ВГИКа недолгое время работала на киностудии «Союзмультфильм»; участвовала в создании мультфильмов «Сармико» О. П. Ходатаевой, Е. Н. Райковского (1952, 1-я премия Мира на кинофестивале в Праге, 1953), «Храбрый Пак» В. Д. Дегтярёва, Е. Н. Райковского (1953).

## Собственные работы
Выполняла пейзажи, натюрморты, жанровые композиции. Работала в различных техниках живописи и рисунка (масло, масляная пастель, карандаш), линогравюре, монотипии. Автор живописных произведений: «Портрет матери» (1941), «Хозяйка медной горы» (1952—1953), «Осень на реке Колвице» (1954), «Отлив на Баренцевом море» (1955), «Нижм-озеро. Серебряный день» (1958), «По Албании» (1959, серия), «Голубой день» (1960), «Порт в Марселе» (1961), «Портрет Гюзель» (1967), «Женщина в розовом» (1968), «Сум-озеро» (1969), «Камни (Поэма о море)» (1967—1970, серия), «Старая медная посуда» (1967—1970, серия), «Воспоминания о Японии» (1973, серия), «Натюрморт с калачами» (1978). Создала станковые графические серии: «Городец» (1973—1983), «Баку» (1974—1976), «Подмосковье» (1975—1977) «Углич», «Плес», «Кострома», «По Средней Азии» (все — 1977), «Ялта» (1978—1979), «Беломорье», «Балтика» (обе — 1970-е).

## Работа в театрах
Работала как художница театра в театрах Москвы и РСФСР. Оформила спектакли: «Средство Макропулос» К. Чапека (1957), «Всеми забытый» Н. Хикмета (1958), «Любка-Любовь» З. Н. Дановской (1959), все совместно с В. М. Зайцевой, «Якорная площадь» И. В. Штока (1960), «Изюминка на солнце» Л. Хэнсберри (1961) в Центральном театре Советской Армии; «Ради своих ближних» В. В. Лаврентьева (1960) в Московском драматическом театре им. Н. В. Гоголя; «Вешние воды» по повести И. С. Тургенева (1968), «Женщина без возраста» К. Я. Финна (1970), «История одной любви» К. М. Симонова (1971) в Дзержинском городском драматическом театре им. 30-летия Ленинского комсомола. Сотрудничала также в Амурском областном драматическом театре в Благовещенске, Ногинском драматическом театре, Учебном театре при Государственном институте театрального искусства им. А. В. Луначарского.

## Прочие места работы
С 1958 активно работала как керамист. Создавала пиалы, декоративные блюда, кувшины, вазы («Игрушка», 1960; «Черный кувшин», 1962; «Кошка», 1962; «Птичка», 1967; «Матрешка», 1968).
С 1941 — участница выставок (Выставка пейзажа, Горький). Член МССХ — МОСХ (с 1952). Участвовала в выставках: работ горьковских художников в Горьком (1944); московских художников (1954, 1955, 1960, 1961, 1964 — «Москва — столица нашей Родины»), молодых художников Москвы и Московской области (1956), «Москва социалистическая в произведения московских художников» (1957), живописи, рисунка, керамики художников театра и кино (1959), Республиканских художественных выставках «Советская Россия» (1960, 1965, 1967, 1970), произведений женщин-художников (1960), Всесоюзной художественной выставке (1961), 3-й Всесоюзной выставке художников-маринистов (1961), работ художников театра и кино (1965), «Художники Москвы — 50-летию Октября» (1967), Всесоюзной выставке работ художников театра, кино, телевидения (1967), Всесоюзной выставке «50 лет советских художественных керамики и стекла» (1970) в Москве; «5 русских художников (А. Е. Расторгуев, Т. П. Гусева, Л. В. Варламова, В. А. Хапугин, Е. Милюкова)» в Риме (1993) и других. Провела персональные выставки в Москве (1960, 1962, 1969, 1972, 1981). Заслуженный художник РСФСР (С 1983).
Творчество представлено в Государственной Третьяковской галерее, ГМИИ им. А. С. Пушкина, Государственном центральном театральном музее им. А. А. Бахрушина, Государственном музее керамики и усадьбе «Кусково» XVIII века, Нижегородском государственном художественном музее, Чувашском государственном художественном музее, Томском областном художественном музее и других.

## Смерть
Трагически погибла во время пожара в собственном доме в Городце в 2002 году. Похоронена на кладбище «Марьина Роща».